# Sân bay Pau Pyrénées
Sân bay Pau – Pyrénées mã sân bay IATA: PUF, mã sân bay ICAO: LFBP) là một sân bay phục vụ thành phố Pau, sân bay có cự ly 10 km về phía tây bắc Pau trong tỉnh Pyrénées-Atlantiques thuộc vùng của Pháp. Sân bay có đường băng bằng asphalt dài 2500 mét.